# Caso Dobbs contra Jackson Women's Health Organization
El caso Dobbs contra Jackson Women's Health Organization, N.º 19-1392, 597 U.S. (2022), fue un litigio judicial que concluyó con el fallo histórico de la Corte Suprema de los Estados Unidos el 24 de junio de 2022, en el que el Tribunal sostiene que la Constitución de los Estados Unidos no contempla ningún derecho al aborto, anulando los casos Roe contra Wade (1973), que estableció la inconstitucionalidad de toda norma que impidiera o penalizara el aborto voluntario previo a la “viabilidad” del feto, es decir, la posibilidad de su sobrevivencia fuera del útero materno, y Planned Parenthood contra Casey (1992), que confirmó a Roe contra Wade en sus aspectos esenciales.
El caso versaba sobre la constitucionalidad de una ley del estado de Misisipi del 2018 que prohibía la mayoría de las operaciones de aborto después de las primeras 15 semanas de embarazo. Los tribunales inferiores habían impedido la aplicación de la ley con medidas cautelares. Las medidas cautelares se basaban en la sentencia del caso Planned Parenthood contra Casey, que había impedido a los estados prohibir el aborto antes de la viabilidad fetal, generalmente dentro de las primeras 24 semanas, sobre la base de que el derecho a la intimidad protege la elección de la mujer para abortar durante ese tiempo en virtud de la Decimocuarta Enmienda a la Constitución de Estados Unidos.
El giro conservador del Tribunal Supremo convirtió a Dobbs en un vehículo potencial para desafiar tanto a Roe como a Casey. Más de veinte estados prepararon legislación, incluyendo trece con leyes de activación, para prohibir o regular estrictamente el aborto en caso de que Dobbs anulase Roe y Casey. Dobbs ganó mucha atención a raíz de las batallas legales sobre la Ley de latidos del corazón de Texas, promulgada en mayo de 2021, lo que llevó a un récord de presentaciones de amicus curiae en Dobbs.[cita requerida]
Los argumentos orales ante el Tribunal Supremo se celebraron en diciembre de 2021. El 2 de mayo de 2022, Politico publicó un borrador filtrado de la opinión mayoritaria del juez Samuel Alito. Anularía Roe y Casey anulando los derechos específicos de privacidad, eliminando la implicación federal y dejando que la cuestión la determinen los estados. A través de una declaración del presidente del Tribunal Supremo, John Roberts, éste confirmó la autenticidad del documento, pero dijo que «no representa una decisión del Tribunal ni la posición final de ningún miembro sobre las cuestiones del caso».
La decisión se emitió el 24 de junio de 2022, con un fallo de 6-3 que anulaba las sentencias de los tribunales inferiores; un fallo más ajustado de 5-4 anulaba Roe y Casey. La opinión mayoritaria afirmaba que el aborto no era un derecho constitucional y que los estados debían tener poder para prohibir o regular el aborto. La opinión mayoritaria, escrita por Alito, era sustancialmente similar al borrador filtrado. El presidente del Tribunal Supremo, Roberts, no se sumó a la opinión de la mayoría para anular Roe y Casey, pero estuvo de acuerdo con la sentencia que confirmaba la ley de Misisipi.
La decisión fue descrita como una victoria de la derecha cristiana en la política estadounidense. Funcionarios de la Iglesia Católica y de la Convención Bautista del Sur celebraron la decisión, mientras que otras confesiones cristianas y grupos religiosos se opusieron. Destacados políticos republicanos alabaron la decisión, mientras que sus homólogos demócratas la denunciaron, al igual que diversos observadores internacionales. Se produjeron protestas y contraprotestas por la decisión en muchas ciudades de Estados Unidos y a nivel internacional. La decisión dividió al público estadounidense; encuestas sugieren que entre el 55 y el 60% de los estadounidenses se oponen a la anulación de Roe.

## Ley de Edad Gestacional
En marzo de 2018, el estado de Misisipi aprobó la Ley de Edad Gestacional, que prohíbe la práctica de abortos después de las primeras quince semanas de embarazo, con excepciones para una emergencia médica o anormalidad fetal severa. La excepción de emergencia médica permite la realización de abortos para salvar la vida de una mujer embarazada en situaciones en las que «la continuación del embarazo creará un riesgo grave de deterioro sustancial e irreversible de una función corporal importante».
La legislatura justificó esta prohibición sobre la base de que los procesos de dilatación y evacuación utilizados a partir de las quince semanas son, a su consideración, «una práctica bárbara, peligrosa para la paciente materna y degradante para la profesión médica» cuando se realizan intencionalmente por razones electivas o no terapéuticas.
El gobernador Phil Bryant promulgó el proyecto de ley y dijo que estaba «comprometido a hacer de Misisipi el lugar más seguro de Estados Unidos para un niño por nacer, y este proyecto de ley nos ayudará a lograr ese objetivo». Agregó: «Probablemente seremos demandados aquí en aproximadamente media hora, y eso estará bien para mí. Vale la pena pelear».

## Tribunales inferiores
Un día después de la aprobación de la Ley de Edad Gestacional, la única clínica de abortos de Misisipi, la Jackson Women's Health Organization, y uno de sus médicos, Sacheen Carr-Ellis, demandaron a los funcionarios estatales Thomas E. Dobbs, funcionario del Departamento de Salud del Estado de Misisipi, y Kenneth Cleveland, director ejecutivo de la Junta de Licencias Médicas del Estado de Misisipi, para impugnar la constitucionalidad de la ley. La clínica realizaba abortos quirúrgicos hasta las dieciséis semanas de gestación y está representada en los tribunales por el Centro de Derechos Reproductivos. El caso fue escuchado por el juez Carlton W. Reeves del Tribunal de Distrito para el Distrito Sur de Misisipi. En noviembre de 2018, Reeves falló a favor de la clínica y ordenó a Misisipi dar marcha atrás con la ley. Reeves opinó que Misisipi «no tenía ningún interés estatal legítimo lo suficientemente fuerte, antes de la viabilidad, para justificar la prohibición de los abortos». Dobbs buscó que los jueces consideraran si el dolor fetal podría ser posible después de las quince semanas, pero el Tribunal de Distrito dictaminó que su evidencia era "inadmisible e irrelevante".
El estado apeló ante el Quinto Circuito, que confirmó el fallo de Reeves en una decisión de 3-0 en diciembre de 2019. Se denegó una solicitud de nueva audiencia.
En mayo de 2019, el Tribunal de Distrito del Distrito Sur de Misisipi emitió otra orden judicial, esta vez contra una ley de aborto de Misisipi recién aprobada. Dicha ley prohibía los abortos una vez detectados los latidos del corazón del feto, lo que suele ocurrir entre las semanas seis y doce del embarazo. En una decisión per curiam de febrero de 2020, el Quinto Circuito también confirmó la segunda orden judicial.

## Corte Suprema
Misisipi solicitó su apelación de las decisiones del Quinto Circuito ante la Corte Suprema en junio de 2020. Su petición, presentada por la Fiscal General de Misisipi, Lynn Fitch, se centró en tres preguntas del proceso de apelación. En su petición, Misisipi solicitó a la Corte que revisara el estándar de viabilidad sobre la base de la inflexibilidad del estándar y la adaptación inadecuada de la comprensión actual de la vida antes del nacimiento. La presentación indicó que los fetos pueden detectar el dolor y responder a él, y pidió a la Corte que permitiera la prohibición de procedimientos inhumanos. La petición también sostuvo que el estándar de viabilidad aborda de manera inadecuada la protección de la vida humana potencial. Misisipi consideró esto un interés estatal desde el inicio del embarazo en adelante.
Hillary Schneller, del Centro de Derechos Reproductivos, en nombre de la Jackson Women's Health Organization, presentó un resumen de respuesta centrado en dos preguntas formuladas en oposición a la petición. JWHO solicitó al tribunal que denegara la petición de Misisipi debido a precedentes judiciales. El escrito señaló que tanto el Tribunal de Distrito como el Quinto Circuito encontraron inconstitucional la ley de Misisipi al aplicar adecuadamente el precedente de una manera que no entre en conflicto con las decisiones de otros tribunales y argumentó que, por lo tanto, no había nada en el caso que «amerite la intervención de este Tribunal». El escrito también argumentó que Misisipi estaba malinterpretando su papel en la regulación del aborto.
La petición pasó por revisión en más de una docena de conferencias de la Corte, lo cual es inusual para la mayoría de los casos. La Corte concedió la petición de certiorari el 17 de mayo de 2021, limitando la revisión de la corte a una sola pregunta: "Si todas las prohibiciones de previabilidad sobre abortos electivos son inconstitucionales". Se presentaron más de 140 escritos de amicus curiae antes del argumento oral en Dobbs, acercándose al récord establecido por Obergefell contra Hodges, en parte para demandas separadas y concurrentes presentadas sobre la Ley de latidos del corazón de Texas, que efectivamente les dio a los ciudadanos del estado los medios para hacer cumplir las prohibiciones del aborto a través de juicios civiles.

### Argumento oral
El caso se escuchó el 1 de diciembre de 2021. Durante los argumentos orales, Misisipi, representado por el procurador general Scott G. Stewart, argumentó que la Constitución no garantiza directamente el derecho al aborto. Debido a esto, dijo que las leyes sobre el aborto deben evaluarse sobre una base de revisión racional en lugar del nivel más alto de escrutinio requerido por el estándar de carga indebida. Stewart también abogó por anular Roe y Casey sobre la base de que las decisiones eran impracticables y que nuevos hechos han salido a la luz desde que se tomaron las dos decisiones. Argumentó que el conocimiento científico ha crecido sobre «lo que sabemos que el niño está haciendo y cómo se ve» y afirmó que ahora sabemos que los fetos son completamente humanos. Stewart también defendió la afirmación de Misisipi en sus escritos de que los nuevos avances médicos con viabilidad estaban en desacuerdo con las suposiciones pasadas hechas al formular la línea de viabilidad. Además, afirmó que la comprensión acerca de cuándo los fetos comienzan a sentir dolor ha crecido. Stewart sostuvo que debido a las decisiones en Roe y Casey se impide que el gobierno responda a estos hechos prohibiendo los abortos de previabilidad.
Jackson Women's Health Organization, representada por Julie Rikelman, argumentó que el Tribunal no debería anular las dos decisiones porque el estándar de viabilidad era correcto. Según Rikelman, los argumentos de Misisipi contra Roe no eran nuevos, sino similares a los que hizo Pensilvania durante Casey. Dado que Casey confirmó la posición de Roe, dijo que la Corte debería hacer lo mismo aquí, ya que no ha habido nuevos cambios en las leyes y los hechos desde entonces que pudieran justificar un cambio de posición de la Corte. Rikelman dijo que el argumento de Misisipi contra el uso del estándar de carga indebida era incorrecto porque el estándar en realidad se aplica específicamente a las regulaciones de aborto posteriores a la viabilidad en lugar de a la prohibición de abortos antes de la viabilidad. Ella le dijo a la Corte que el estándar de carga indebida era viable, y la línea de viabilidad incorporada en el estándar también era viable. Señaló que durante 50 años, la línea de viabilidad se había aplicado clara y consistentemente en los tribunales.
Con base en su análisis del interrogatorio, los observadores de la Corte dijeron que era probable que sus seis miembros conservadores defendieran la ley de Misisipi. El presidente del Tribunal Supremo, John Roberts, pareció sugerir que la viabilidad no era relevante para las posesiones de Roe o Casey. Los otros jueces conservadores parecían estar listos para anular Roe y Casey.

### Filtración del borrador de opinión
El 2 de mayo de 2022, el periódico Politico publicó un borrador de una opinión mayoritaria del juez Samuel Alito que circuló entre los jueces en febrero de 2022. El borrador de opinión indicaba que Roe y Casey podían ser anulados. El borrador de Alito calificó la decisión de Roe como «extremadamente incorrecta desde el principio», argumentando que el aborto no figura en la Constitución como un derecho protegido y, en cambio, permitiría a los estados decidir sobre las restricciones o garantías del aborto en virtud de la Décima Enmienda a la Constitución de los Estados Unidos.
Las fuentes anónuimas le dijeron a Politico que los jueces Thomas, Gorsuch, Kavanaugh y Barrett votaron en una conferencia con Alito en diciembre y sus posiciones se mantuvieron sin cambios hasta mayo de 2022, aunque no está claro si estaban de acuerdo con el borrador de Alito, ya que no hay otros borradores en concurrencia o la disidencia aún no había circulado. Según CNN, Roberts votó a favor de defender la Ley de Edad Gestacional, pero no quería revocar por completo Roe contra Wade. The Washington Post informó de fuentes judiciales que Roberts había estado trabajando desde diciembre de 2021 en su propia opinión, en la que defendería a Roe y permitiría que la ley de Misisipi entrase en vigor.
La Corte Suprema confirmó la autenticidad del borrador al día siguiente, pero advirtió que no representaba una decisión de la Corte ni la posición final de ningún miembro sobre los temas del caso. Roberts ordenó a la mariscal de la corte, Gail Curley, que investigara la filtración de información.
En respuesta a la filtración, Roberts aseguró que el trabajo de la Corte no se vería afectado de ninguna manera.
Las filtraciones sobre las deliberaciones de la Corte Suprema en un caso pendiente son raras, y la filtración de un proyecto de decisión no tiene precedentes. Existe incertidumbre sobre si la filtración violó las leyes federales, y los expertos difieren en cuanto a si es probable que el Departamento de Justicia presente cargos penales.

#### Reacciones
Luego de conocerse la noticia de la filtración, manifestantes tanto a favor como en contra del aborto se reunieron frente al edificio de la Corte Suprema en Washington D. C. y en otros lugares de los Estados Unidos.Planned Parenthood, Women's March, militantes y políticos demócratas y otras organizaciones de izquierda convocaron a manifestaciones y ataques por todo el país. Un memorando filtrado del Departamento de Seguridad Nacional indicó que el DHS se estaba preparando para un aumento de la violencia política contra los funcionarios públicos, el clero y los centros y clínicas antiaborto.
Se llevaron a cabo protestas ilegales frente a casas de algunos de los jueces, lo que llevó al Senado a aprobar por unanimidad un proyecto de ley que ampliaría temporalmente las protecciones para los jueces y sus familias; sin embargo, ese proyecto de ley se estancó en la Cámara de Representantes. Los republicanos afirmaron que esas protestas violan una ley federal de 1950 que penaliza el intento de influir en un juez en el ejercicio de sus funciones oficiales manifestándose cerca de su residencia. Un hombre de California fue arrestado por intento de asesinato del juez Kavanaugh.
La filtración renovó los llamados de los demócratas, incluido el presidente Joe Biden y activistas por los derechos del aborto, para que el Senado aprobase la Ley de Protección de la Salud de la Mujer, que ya había sido aprobada en la Cámara de Representantes, para codificar los derechos establecidos por Roe y Casey antes de Dobbs. El proyecto fue rechazado en el Senado después de una votación de 51 a 49. Biden denunció el proyecto de opinión como "radical" y argumentó, falsamente, que el matrimonio entre personas del mismo sexo y el control de la natalidad también estaban en riesgo.
Los republicanos condenaron de inmediato la filtración y pidieron a la Corte Suprema y al Departamento de Justicia, incluido el FBI, que iniciaran una investigación. Veintidós miembros del Congreso firmaron una carta pidiendo al Fiscal General de los Estados Unidos y al director del FBI que investigaran lo sucedido. El liderazgo republicano de la Cámara emitió una declaración conjunta que calificó la filtración como «una campaña claramente coordinada para intimidar y obstruir a los jueces».

### Opinión de la Corte
El Tribunal emitió su decisión el 24 de junio de 2022. En una sentencia de 6 a 3, el Tribunal revocó la decisión del Quinto Circuito y devolvió el caso para una revisión adicional. La opinión de la mayoría, a la que se sumaron cinco de los jueces, sostuvo que el aborto no era un derecho protegido por la Constitución, anulando tanto Roe como Casey, y devolvió la decisión sobre las regulaciones del aborto a los estados. Como resultado, Dobbs se considera una decisión histórica de la Corte.

#### Opinión de la mayoría
La decisión mayoritaria fue redactada por el juez Samuel Alito y se unieron los jueces Clarence Thomas, Amy Coney Barrett, Neil Gorsuch y Brett Kavanaugh. Según CNN, U.S. News & World Report y Forbes, la decisión final fue sustancialmente similar al borrador filtrado, con solo cambios menores en los argumentos originales y agregando refutaciones a la opinión disidente y la opinión disidente de Roberts.
Alito escribió en la opinión mayoritaria:

Sostenemos que Roe y Casey deben ser anulados. La Constitución no hace referencia al aborto, y dicho derecho no está protegido implícitamente por ninguna disposición constitucional, incluida aquella en la que ahora se basan principalmente los defensores de Roe y Casey: la Cláusula del Debido Proceso de la Decimocuarta Enmienda. Esa disposición se ha sostenido para garantizar algunos derechos que no se mencionan en la Constitución, pero cualquier derecho de este tipo debe estar profundamente arraigado en la historia y tradición de esta Nación e implícito en el concepto de libertad ordenada. Es hora de hacer caso a la Constitución y devolver el tema del aborto a los representantes electos del pueblo.

Alito afirmó que «Roe estaba terriblemente equivocado desde el principio. Su razonamiento fue excepcionalmente débil y la decisión ha tenido consecuencias perjudiciales. Y lejos de lograr un acuerdo nacional sobre el tema del aborto, Roe y Casey han inflamado el debate y profundizado la división». Además, escribió que el derecho al aborto era diferente de otros derechos de privacidad: «Lo que distingue claramente el derecho al aborto de los derechos reconocidos en los casos en los que se basan Roe y Casey es algo que ambas decisiones reconocieron: el aborto destruye lo que esas decisiones llaman 'vida potencial' y lo que la ley en cuestión en este caso considera como la vida de un ser humano por nacer».
Alito también respondió a la opinión disidente en la decisión final, afirmando que «la disidencia es muy franca y no puede demostrar que un derecho constitucional al aborto tenga algún fundamento, y mucho menos un 'profundo arraigo en la historia y tradición de esta Nación'. La disidencia no identifica ninguna autoridad anterior a Roe que apoye tal derecho: ninguna disposición o estatuto constitucional estatal, ningún precedente judicial federal o estatal, ni siquiera un tratado académico». Alito también abordó las preocupaciones de la opinión disidente de que Dobbs se extendería a otros derechos, afirmando que el alcance de la opinión mayoritaria sobre Dobbs se aplicaba solo al aborto.
Alito respondió además a la concurrencia de Roberts en la búsqueda de un punto medio, alegando que hay existían problemas serios con dicho enfoque que solo prolongarían la «turbulencia» de Roe. Alito argumentó que al dictaminar únicamente que la ley de 15 semanas de Misisipi es constitucional, la Corte tendría que decidir más adelante si las leyes de otros estados con plazos diferentes para obtener un aborto eran constitucionales. Dado que Roberts no afirmó que existiera un derecho constitucional al aborto, Alito rechazó cualquier base constitucional para defender una "oportunidad razonable" para obtener un aborto y calificó la propuesta de Roberts de inconstitucional.

#### Concurrencias
Los jueces Thomas y Kavanaugh escribieron concurrencias separadas. Thomas argumentó que la Corte debería ir más allá en casos futuros, reconsiderando otros casos anteriores de la Corte Suprema que otorgaron derechos basados en el debido proceso sustantivo, como Griswold contra Connecticut (derecho a la anticoncepción), Obergefell contra Hodges (matrimonio homosexual), y Lawrence contra Texas (prohibición de la criminalización de la homosexualidad). Thomas escribió: «Debido a que cualquier decisión sustantiva del debido proceso es 'demostrablemente errónea', tenemos el deber de 'corregir el error' establecido en esos precedentes».
Kavanaugh hizo múltiples comentarios. Afirmó que seguiría siendo inconstitucional prohibir que una mujer vaya a otro estado para realizarse un aborto, ya que esto atentaría el derecho a viajar; y que sería inconstitucional castigar retroactivamente los abortos realizados antes de Dobbs, ya que estos estaban protegidos por Roe y Casey.

#### Concurrencia en parte
El presidente del Tribunal Supremo, John Roberts, escribió por separado coincidiendo con el fallo, en el sentido de que creía que el Tribunal debería revertir la opinión del Quinto Circuito sobre la ley de Misisipi y que «la línea de viabilidad establecida por Roe y Casey debería descartarse». Roberts no estuvo de acuerdo con el fallo de la mayoría de revocar a Roe y Casey en su totalidad, y consideró «innecesario decidir el caso que tenemos ante nosotros». Sugirió una opinión más estrecha para justificar la constitucionalidad de la ley de Misisipi sin abordar la cuestión de si revocar Roe y Casey. Roberts también escribió que las regulaciones sobre el aborto deberían «extenderse lo suficiente para garantizar una oportunidad razonable de elegir, pero no necesitan extenderse más». Dijo que la Corte debería «dejar para otro día si rechaza cualquier derecho al aborto».

#### Disentimiento
Los jueces Breyer, Sotomayor y Kagan escribieron conjuntamente la disidencia. Los tres escribieron: «La mayoría permitiría a los Estados prohibir el aborto desde la concepción en adelante porque no cree que el parto forzado implique en absoluto los derechos de la mujer a la igualdad y la libertad. Es decir, la Corte de hoy no cree que haya nada de significado constitucional atribuido al control de una mujer sobre su cuerpo y el camino de su vida. Un Estado puede obligarla a llevar a término un embarazo, incluso a los costos personales y familiares más elevados". Concluyeron: "Con pesar, por este Tribunal, pero más, por los muchos millones de mujeres estadounidenses que hoy han perdido una protección constitucional fundamental, disentimos».

## Impacto

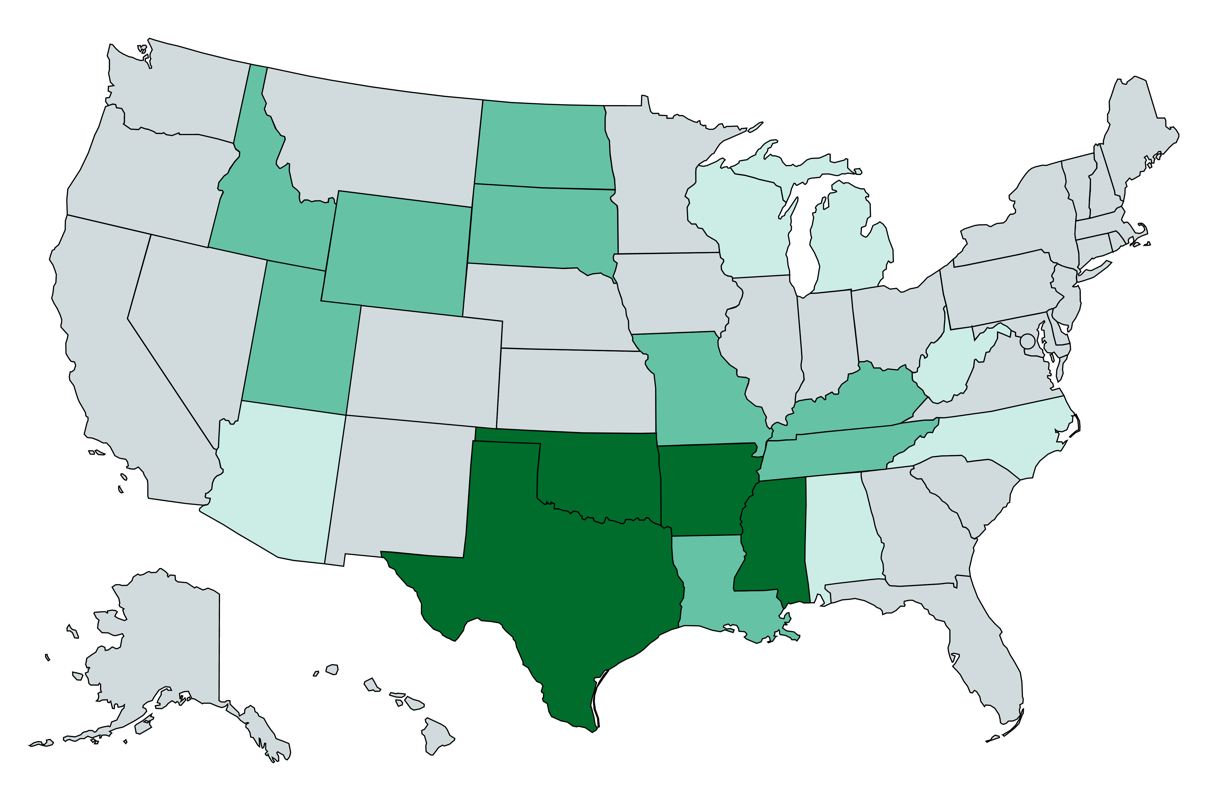
Mapa de los estados con leyes desencadenantes o prohibiciones anteriores a Roe contra Wade que hicieron que el aborto fuese automáticamente ilegal luego de la derogación de la sentencia en 2022.
Leyes desencadenantes vigentes
Leyes desencadenantes y anteriores a Roe vigentes
Leyes anteriores a Roe vigentes

Después de que comenzó el litigio de Dobbs, se promulgó la Ley de latidos del corazón de Texas el 1 de septiembre de 2021. Dos demandas que desafiaron la ley, Whole Woman's Health v. Jackson y United States v. Texas, se propagaron rápidamente a través de los sistemas judiciales y llegaron a la Corte Suprema. Los argumentos orales para ambos casos se presentaron el 1 de noviembre de 2021 y las decisiones para ambos se emitieron en diciembre de 2021. Las decisiones se centraron principalmente en la legitimación en lugar de abordar directamente cuestiones constitucionales y cuestiones relacionadas con el aborto. Las decisiones en ambos casos permitieron que la Ley de latidos del corazón de Texas permaneciera en vigor mientras el litigio continuaba en los tribunales inferiores. Pero la preocupación de que la Corte Suprema estaba escuchando tres casos relacionados con el aborto en el período 2021-22 llevó a un número casi récord de escritos de amici curiae presentados por Dobbs antes de las audiencias orales del 1 de diciembre de 2021.
Georgia aprobó el proyecto de ley 481 de la Cámara de Representantes de Georgia, más conocido como Ley de igualdad de equidad de los bebés vivos (LIFE), en 2019. La ley prohibió la mayoría de los abortos después de que se detectó un latido fetal. Hubo múltiples excepciones para los abortos entre las seis y las 20 semanas: si el feto es concebido por violación o incesto, el embarazo es médicamente inútil o el embarazo amenaza la vida de la madre. Además, la ley revisó quién se considera persona jurídica, permitiendo que las mujeres embarazadas reciban manutención infantil y deducciones fiscales por su bebé antes del nacimiento. En octubre de 2019, la Ley LIFE fue impugnada y considerada inconstitucional en virtud de Roe por el Tribunal de Distrito de EE. UU. para el Distrito Norte de Georgia. Georgia apeló este fallo ante el Undécimo Circuito, pero debido a que Dobbs estaba programado para ser discutido en diciembre de 2021, el Tribunal de Circuito emitió una suspensión de la revisión hasta después de que la Corte Suprema decidiera sobre Dobbs.
Al menos 22 estados con liderazgo republicano aprobaron o estaban en proceso de aprobar proyectos de ley relacionados con el aborto cuando la Corte Suprema accedió a escuchar a Dobbs en mayo de 2021. Los tribunales ordenaron la aplicación de la mayoría de las nuevas leyes, pero se pueden hacer cumplir desde la anulación de Roe. Trece estados tienen leyes desencadenantes que prohibirán la mayoría de los abortos en el primer y segundo trimestre si se anula Roe. Los estados con leyes de activación son Arkansas, Idaho, Kentucky, Luisiana, Misisipi, Misuri, North Dakota, Oklahoma, South Dakota, Tennessee, Texas, Utah y Wyoming. Nueve estados, entre ellos Alabama, Arizona, Míchigan, West Virginia y Wisconsin, así como los ya mencionados Arkansas, Misisipi, Oklahoma y Texas, nunca derogaron sus prohibiciones de aborto anteriores a Roe. Esas leyes no se podían hacer cumplir penalmente debido a Roe, pero se podrían hacer cumplir con la revocación de Roe. Algunos fiscales generales demócratas o candidatos a fiscales generales se han comprometido a no hacer cumplir las leyes contra el aborto y evitar u obstaculizar los esfuerzos de los fiscales locales para hacerlas cumplir, mientras que al menos algunos republicanos se han comprometido a hacer cumplir las nuevas prohibiciones estatales.

## Reacciones

### Dentro de Estados Unidos

#### Apoyo
El líder de la minoría republicana en el Senado, Mitch McConnell, elogió la decisión como «valiente y correcta». Muchos otros miembros del Partido Republicano en el Congreso también expresaron su aprobación. El líder de la minoría de la Cámara de Representantes, Kevin McCarthy, el whip de la minoría de la Cámara de Representantes, Steve Scalise, y la presidenta de la Conferencia Republicana de la Cámara de Representantes, Elise Stefanik, emitieron una declaración conjunta que decía en parte que «[todos] los niños por nacer son preciosos, extraordinarios y dignos de protección».
En un comunicado, el expresidente Donald Trump se atribuyó la decisión por haber designado a tres de los seis jueces que participaron en la decisión final y la calificó como «la mayor victoria de la vida en una generación». El exvicepresidente Mike Pence también elogió la decisión y afirmó que «ganó la vida».
El gobernador republicano de Florida, Ron DeSantis, declaró: «Al interpretar correctamente la Constitución, la Corte Suprema ha respondido a las oraciones de millones y millones de estadounidenses», y agregó que trabajaría para ampliar las restricciones al aborto. Una nueva ley en Florida, actualmente bajo revisión por los tribunales estatales, restringiría los abortos hasta las quince semanas de embarazo sin excepciones ni por violación ni por incesto. El presidente del Senado de Florida, Wilton Simpson, que fue adoptado cuando era niño, afirmó que la decisión de la Corte promovería la adopción como alternativa al aborto. Simpson dijo: «Florida es un estado que valora la vida».
La gobernadora de Dakota del Sur, Kristi Noem, apoyó la decisión de la Corte diciendo: «Recordemos que hoy es un día maravilloso. Hoy es un día de buenas noticias, algo que muchas personas han esperado muchos, muchos años que sucediera, que se salvaran vidas. [...] En Dakota del Sur, valoramos la vida».
La Conferencia de los Obispos Católicos de Estados Unidos celebró el fallo y señaló: «Este es un día histórico en la vida de nuestro país, que conmueve nuestros pensamientos, emociones y oraciones». Declaró además que «Durante casi cincuenta años, Estados Unidos ha impuesto una ley injusta que ha permitido que algunos decidan si otros pueden vivir o morir; esta política ha resultado en la muerte de decenas de millones de niños no nacidos, generaciones a las que se les negó el derecho incluso a nacer». El presidente de la Convención Bautista del Sur, Bart Barber, aseguró que los bautistas del sur «se regocijan por el fallo.»
El Comité Nacional por el Derecho a la Vida apoyó el fallo. Carol Tobias, presidenta del Comité, le dijo a CNN: «Por supuesto, todos aquí están llorando de alegría porque esto finalmente sucedió. Vamos a celebrar el resto del fin de semana».
La activista Kaitlin Bennett declaró: «Después del genocidio de más de 60 millones de bebés en nuestro país, la Corte Suprema finalmente hizo lo correcto y anuló a Roe. Ahora vamos a abolir el aborto por completo y convertirlo en un delito penal...». También dijo que «Es tan satisfactorio que dos de los fallos más conservadores en la historia de la Corte Suprema ocurrieron mientras Joe Biden es presidente».
El comentarista político Tucker Carlson se mostró a favor del fallo y aseguró que los demócratas «Están horrorizados por el regreso de la democracia». Marc Thiessen, columnista de The Washington Post, celebró la postura de la Corte y, además, elogió al expresidente Trump por su tarea en la causa provida. El equipo editorial sénior de la revista conservadora National Review apoyó el fallo y calificó a Roe de «injusticia monstruosa».

#### Oposición
Los defensores del aborto se opusieron al fallo. El presidente Joe Biden dijo: «Es un día triste para la Corte y para el país» y que «la salud y la vida de las mujeres en esta nación ahora están en riesgo». El expresidente Barack Obama criticó el fallo por «atacar las libertades esenciales de millones de estadounidenses». El fiscal general Merrick Garland criticó el fallo en un comunicado y advirtió a los estados que no prohíban a las mujeres buscar abortos fuera del estado. El secretario de Salud y Servicios Humanos, Xavier Becerra, calificó la decisión de «inconcebible» y dijo que el aborto es una parte esencial de la atención médica. Elizabeth Warren considera que la decisión es la mayoría de la Corte Suprema permitiendo que las afiliaciones religiosas dicten su fallo. Muchos miembros del Partido Demócrata en el Congreso expresaron su decepción con la decisión, y el Comité Nacional Demócrata afirmó en parte que el «pueblo estadounidense no quiere nada de esto».
El gobernador de Massachusetts, Charlie Baker, republicano, expresó su decepción por la decisión y firmó una orden ejecutiva que protege el derecho al aborto en el estado. Los gobernadores Jay Inslee, Kate Brown y Gavin Newsom de Washington, Oregón y California, respectivamente, anunciaron la formación de la "ofensiva de la costa oeste", una política conjunta para «permitir y proteger el derecho al aborto».
Múltiples grupos de derechos civiles y reproductivos criticaron la decisión, como la Asociación Nacional para el Avance de la Gente de Color (NAACP), mientras que el Caucus Negro del Congreso pidió la declaración de una emergencia nacional. Los liberales argumentaron que el fallo y la concurrencia de Thomas crearon el potencial para poner en peligro otros derechos civiles.

### Internacional
En un comunicado del 24 de junio, la Pontificia Academia para la Vida dijo: «La opinión de la corte muestra cómo el tema del aborto continúa suscitando un acalorado debate. El hecho de que un país grande con una larga tradición democrática haya cambiado su posición sobre este tema también desafía al mundo entero. La protección y defensa de la vida humana no es un tema que pueda quedar circunscrito al ejercicio de los derechos individuales, sino que es un asunto de amplia trascendencia social. Después de 50 años, es importante reabrir un debate no ideológico sobre el lugar que tiene la protección de la vida en una sociedad civil para preguntarnos qué tipo de convivencia y sociedad queremos construir».
El presidente de la Pontificia Academia para la Vida del Vaticano, el arzobispo Vincenzo Paglia, también elogió el fallo y afirmó que el «fallo es una poderosa invitación a reflexionar juntos sobre el grave y urgente problema de la generatividad humana y las condiciones que la hacen posible».
El actor Eduardo Verástegui también celebró la anulación de Roe y felicitó especialmente al expresidente Donald Trump: «Gracias, presidente Trump! Thank you, Mr. President! Hoy, ganó la vida, y usted tiene mucho que ver en eso».
Múltiples líderes extranjeros condenaron el fallo y lo calificaron en términos generales como un «paso hacia atrás»:
- El primer ministro canadiense, Justin Trudeau, calificó la decisión de «horrible» y prometió que «en Canadá, siempre defenderemos el derecho de la mujer a elegir».[108][109]
- El primer ministro del Reino Unido, Boris Johnson, calificó la decisión como «un gran paso atrás», al tiempo que aseguró que había leyes «en todo el Reino Unido para el derecho de la mujer a elegir».[110]
- El primer ministro belga, Alexander De Croo, dijo que estaba «muy preocupado por las implicaciones de la decisión de la Corte Suprema de Estados Unidos... y la señal que envía al mundo».[111]
- El presidente francés, Emmanuel Macron, dijo que «el aborto es un derecho fundamental para todas las mujeres. Debe ser protegido» y expresó su solidaridad con las mujeres estadounidenses.[112][109]
- La primera ministra danesa, Mette Frederiksen, calificó la decisión como un gran revés y dijo que su «corazón llora por las niñas y mujeres en los Estados Unidos».[113]
- La primera ministra de Nueva Zelanda, Jacinda Ardern, calificó la decisión de «increíblemente perturbadora» y una «pérdida para las mujeres de todo el mundo».[114]
- El primer ministro griego, Kyriakos Mitsotakis, dijo que estaba «realmente preocupado» por la decisión y dijo que es un «gran paso atrás en la lucha por los derechos de las mujeres».[115]